# Parmelia sulcata
Parmelia sulcata, denumită și parmelia marcată sau lichenul-scut, este o specie de licheni folioși din familie Parmeliaceae. Este foarte tolerant față de poluare și are o distribuție cosmopolită, fiind unul dintre cei mai comuni licheni. Acesta, de asemenea, găzduiește și algele verzi simbiote din genul Trebouxia.